# Психонавт
Психонавт (англ. Psychonaut) се нарича човек, който, чрез предизвикване на изменени състояния на съзнанието си, изследва собствената си психика, най-вече със спиритуална цел.
Психонавтите търсят отговори на екзистенциални въпроси, чрез директни преживявания. Методите са различни: медитация, специфични варианти на дишане, шамански практики, пеещи купи, осъзнато сънуване, ритуални танци, сензорна депривация, електромагнитна стимулация на мозъка и употреба на ентеогени / психеделици.
Поради това, че техниките, които използват, не са съвсем безопасни и изискват познание и опит, психонавтите предпочитат да експериментират най-вече сами, но също и в присъствието на хора, на които разчитат. Голяма част от тях не подкрепят идеята за безконтролната употреба на психоактивни вещества с развлекателна цел – тъй-нареченото „лунапарково друсане“, при което вместо с нужното уважение, към психеделичното вещество се подхожда като към поредното забавление от рода на компютърна игра или зрелищен филм. При този подход към психеделичните вещества е твърде възможно да се прояват аспекти на нездравословно его, депресивни състояния, както и ек
зистенциална криза. Лунапарковият подход е докарал не един младеж до нуждата от психиатъ р.
Интересите им са насочени към изследване на мисълта, психиката, духа и начина им на функциониране; възможностите за активиране на мисловния потенциал; подобряване на ежедневния живот чрез по-горе описаните методи и техники.
Голяма част от психонавтите са учени, психолози, химици, ботаници, лекари, и хора с др. научни професии, също така философи, писатели, музиканти, артисти, обществени личности, но и много други експериментатори и любители.
През 2007, в последния албум на руската група „Гражданская Оборона“ е включено парчето "Слава психонавтам!" 

## Известни психонавти
- Алберт Хофман
- Александър Шулгин
- Олдъс Хъксли
- Алън Уотс
- Алън Гинсбърг
- Карлос Кастанеда
- Джак Керуак
- Джим Морисън
- Боян Игнатович
- Джими Хендрикс
- Хънтър С. Томпсън
- Джон Лили
- Уилям Бъроуз
- Кен Киси
- Леми (Моторхед)
- Рик Страсман
- Робърт Антон Уилсън
- Станислав Гроф
- Терънс Маккена
- Тимъти Лиъри
- Егор Летов